# La Fontelaye
La Fontelaye és un municipi francès situat al departament del Sena Marítim i a la regió de Normandia. L'any 2007 tenia 33 habitants.

## Demografia

### Població
El 2007 la població de fet de La Fontelaye era de 33 persones. Hi havia 12 famílies de les quals 4 eren parelles sense fills i 8 parelles amb fills.
La població ha evolucionat segons el següent gràfic:
Habitants censats

### Habitatges
El 2007 hi havia 17 habitatges, 12 eren l'habitatge principal de la família, 2 eren segones residències i 3 estaven desocupats. Tots els 17 habitatges eren cases. Dels 12 habitatges principals, 6 estaven ocupats pels seus propietaris, 5 estaven llogats i ocupats pels llogaters i 1 estava cedit a títol gratuït; 2 tenien tres cambres, 4 en tenien quatre i 6 en tenien cinc o més. 11 habitatges disposaven pel capbaix d'una plaça de pàrquing. A 6 habitatges hi havia un automòbil i a 6 n'hi havia dos o més.

## Economia
El 2007 la població en edat de treballar era de 24 persones, 16 eren actives i 8 eren inactives. De les 16 persones actives 13 estaven ocupades (9 homes i 4 dones) i 3 estaven aturades (1 home i 2 dones). De les 8 persones inactives 2 estaven jubilades, 2 estaven estudiant i 4 estaven classificades com a «altres inactius».
Activitats econòmiques
Dels 2 establiments que hi havia el 2007, 1 era d'una empresa de comerç i reparació d'automòbils i 1 d'una empresa d'informació i comunicació.
L'únic establiment comercial que hi havia el 2009 era una floristeria.
L'any 2000 a La Fontelaye hi havia 5 explotacions agrícoles.

## Poblacions més properes
El següent diagrama mostra les poblacions més properes.